# Karen Dejo
Karen Ivonne Dejo Yglesias (Callao, 10 de julio de 1980) es una conductora de televisión, bailarina, actriz y personalidad de televisión peruana.

## Biografía
A los 15 años, empezó a aparecer en el programa La movida de los sábados como bailarina. Luego de ello integró como bailarina el grupo femenino de cumbia Alma Bella.
En el año 2002 fue presentadora al lado de Lizet Soto en el programa Ritmo de los sábados. Trabajó en el programa cómico Risas de América que pasaría a llamarse Recargados de risa años después.
El año 2004 protagonizó el videoclip del tema musical «Jugo de tamarindo» del cantante Julio Andrade. Su habilidad de bailarina le abrió las puertas a la personificación televisiva. También participó en la telenovela Besos robados.
En 2005 fue invitada en la obra cómica teatral Humor VIP, a lado de los integrantes de Los chistosos.
En 2006 actuó en la serie Bellas y ambiciosas producida por Venevisión, luego participó de las películas peruanas Talk show y Chicha tu madre. Además, que animó eventos masivos como el festival de la salsa en Callao.
En 2008, luego de su salida del programa cómico en que laboraba, condujo el programa de cumbia Sábados tropicales junto con Lizet Soto.
Concursó en el reality show de baile y canto El show de los sueños: amigos del alma conducido por Gisela Valcárcel, donde obtuvo el séptimo puesto tras tres meses de competencia.
Concursó en el reality show de baile El gran show conducido por Valcárcel , donde obtuvo el segundo puesto tras tres meses de competencia. Gracias a su segundo puesto clasificó a la tercera temporada llamada El gran show: reyes del show, donde obtuvo el cuarto puesto.
En 2011 participó en Vidas extremas: talento peruano, reality de la televisora ATV. En el mismo año, Dejo anunció su primer embarazo. En octubre nació su primera hija.
En 2012 actuó en la telenovela Corazón de fuego de la televisora ATV. A fines de año regresó al reality show de baile El gran show: edición especial, en el cual luego de mes y medio de competencia se convirtió en ganadora.
En 2013, Karen se reintegró al elenco del programa cómico Risas de América y el 31 de enero de ese mismo año, se unió por primera vez al reality show Esto es guerra, que regresaría años después en 2017, donde trabaja en la actualidad. 
El programa tiene cuya sinopsis de competencias, que llegó como refuerzo. Días y meses después ingresó oficialmente a la tercera temporada del mismo programa como participante oficial. 
El 13 de enero de 2014, se unió al reality show Combate. Fue designada como capitana del equipo rojo. Participó desde la quinta hasta la novena temporada. En sus dos últimas participaciones fue la mejor combatiente de la temporada. 
Regresó a los reality de competencias en la decimosegunda temporada de Combate, la cual ganó con el equipo verde.
En 2017 participó en el reality show de baile El gran show: segunda temporada donde obtuvo el cuarto puesto tras dos meses de competencia. Gracias a su cuarto puesto clasificó a la última temporada del año llamada El gran show: reyes del show, donde obtuvo el tercer puesto. En 2018 volvió para el episodio especial América baila, en que ganó esta ronda. 
En 2019 protagonizó su propia película Jugo de tamarindo.
Desde entonces se alejó de los programas de competencia, en que apareció esporádicamente como panelista de espectáculos. Volvió a Esto es guerra en 2022.

## Filmografía

### Películas
| Año  | Título            | Rol                | Notas         |
| ---- | ----------------- | ------------------ | ------------- |
| 2006 | Chicha tu madre   | La mujer eléctrica | Rol principal |
| 2006 | Talk show         | Carla              | Rol principal |
| 2015 | Al filo de la ley |                    | Rol principal |
| 2019 | Jugo de tamarindo | Morocha            | Protagonista  |

### Televisión
| Año           | Título                                 | Rol                            | Notas              |
| ------------- | -------------------------------------- | ------------------------------ | ------------------ |
| 2000          | La movida de los sábados               | Bailarina                      |                    |
| 2002          | Ritmo de los sábados                   | Presentadora                   |                    |
| 2004          | Besos Robados                          | Ana                            |                    |
| 2006          | Bellas y ambiciosas                    | Actriz sexual                  |                    |
| 2008–2009     | Sábados Tropicales                     | Presentadora                   |                    |
| 2009          | El show de los sueños: Amigos del alma | Participante                   | 5.ta eliminada     |
| 2010          | El gran show (temporada 2)             | Participante                   | 2.do puesto        |
| 2010          | El gran show (temporada 3)             | Participante                   | 5.ta eliminada     |
| 2011          | Lalola                                 | Haydeé                         |                    |
| 2011          | Vidas extremas: talento peruano        | Participante                   |                    |
| 2012          | Corazón de fuego                       | Consuelo Ramírez/Dayana/Mireya |                    |
| 2012          | El gran show (temporada 8)             | Participante                   | Ganadora           |
| 2013–2014     | Esto es guerra                         | Participante                   |                    |
| 2017–presente | Esto es guerra                         | Participante                   |                    |
| 2014          | Comando Alfa                           | Lily                           |                    |
| 2014          | Combate verano extremo                 | Participante                   | Ganadora           |
| 2014          | Combate en tu barrio                   | Participante                   | Ganadora           |
| 2015          | Combate (temporada 8)                  | Participante                   |                    |
| 2015          | Combate (temporada 9)                  | Participante                   |                    |
| 2017          | El gran show (temporada 19)            | Participante                   | 7.ma eliminada     |
| 2017          | El gran show (temporada 21)            | Participante                   | 3.er puesto        |
| 2018          | El gran show (América baila)           | Participante                   | Ganadora           |
| 2020          | Los Vílchez                            | Samantha                       |                    |
| 2024          | Tu nombre y el mío                     | Gianella                       | Reparto recurrente |